# Katastrofa lotu Trans World Airlines 800
Katastrofa lotu Trans World Airlines 800 – wypadek lotniczy z udziałem samolotu Boeinga 747-131, który miał miejsce 17 lipca 1996 około 20:31 w pobliżu Long Island. Dwanaście minut po starcie maszyna eksplodowała i spadła do morza. Zginęło w nim 212 pasażerów i 18 członków załogi – wszyscy na pokładzie.
Samolot o znakach rejestracyjnych N93119 został wyprodukowany w 1971 roku i był w tamtym czasie jedną z najstarszych wciąż latających maszyn serii 747.
Start lotu TWA800 z lotniska Nowy Jork-JFK w Nowym Jorku w kierunku portu lotniczego Charles’a de Gaulle’a w Paryżu początkowo zaplanowano na godz. 19:00, jednak nie dało się znaleźć jednej pasażerki, której bagaż znajdował się już na pokładzie. Ostatecznie samolot wzbił się w powietrze o godz. 20:19.
O godzinie 20:29 załoga zauważyła nieprawidłowości w działaniu wskaźników paliwa, jednak zanim zdążyła zidentyfikować ich przyczynę dwie minuty później, gdy samolot znajdował się na wysokości ok. 4200 m, potężna eksplozja rozerwała samolot, którego szczątki spadły do Atlantyku. Zginęło 230 osób (wszyscy znajdujący się na pokładzie).
Wokół tragedii powstało wiele teorii spiskowych, m.in. o zestrzeleniu samolotu przez Marynarkę Wojenną USA. Ostatecznie komisja NTSB ustaliła następujący przebieg zdarzeń – gdy podczas postoju na lotnisku JFK usiłowano znaleźć brakującą pasażerkę, w samolocie była włączona klimatyzacja – pracujący klimatyzator spowodował istotne podgrzanie paliwa i jego wzmożone parowanie w zbiorniku w centropłacie (w którym nie było pełnej ilości paliwa). Badania wykazały też zasiarczenie czujników obwodu paliwomierzy od siarki zawartej w paliwie. Po starcie, gdy spadało ciśnienie powietrza nad lustrem paliwa mieszanina par paliwa i powietrza osiągnęła granicę wybuchowości. W centralnym zbiorniku, pomiędzy zasiarczonymi czujnikami paliwa przeskoczyła iskra, (która powstała podczas zwarcia w zużytym okablowaniu) i nastąpił wybuch paliwa rozrywający centropłat i łamiący kadłub samolotu, który w szczątkach spadł do Atlantyku.

## Obywatelstwo ofiar
| Kraj                     | Pasażerowie | Załoga | Razem |
| ------------------------ | ----------- | ------ | ----- |
| Stany Zjednoczone        | 152         | 17     | 169   |
| Francja                  | 40          | -      | 40    |
| Włochy                   | 7           | 1      | 8     |
| Portugalia               | 5           | -      | 5     |
| Hiszpania                | 2           | -      | 2     |
| Norwegia                 | 2           | -      | 2     |
| Izrael                   | 1           | -      | 1     |
| Niemcy                   | 1           | -      | 1     |
| Szwecja                  | 1           | -      | 1     |
| Wybrzeże Kości Słoniowej | 1           | -      | 1     |
| Razem                    | 212         | 18     | 230   |